# Sō Nakagawa
Sō Nakagawa (japanisch 中川 創 Nakagawa Sō; * 1. Juni 1999 in der Präfektur Chiba) ist ein japanischer Fußballspieler.

## Karriere
Nakagawa erlernte das Fußballspielen in der Jugendmannschaft von Kashiwa Reysol. Seinen ersten Vertrag unterschrieb er 2018 bei Kashiwa Reysol. Der Verein spielte in der höchsten Liga des Landes, der J1 League. Am Ende der Saison 2018 stieg der Verein in die J2 League ab. Für den Verein absolvierte er zwei Ligaspiele. Im August 2019 wurde er an den Drittligisten SC Sagamihara ausgeliehen. Für den Verein absolvierte er 13 Ligaspiele. 2020 wechselte er zum Zweitligisten Júbilo Iwata. Ende 2021 feierte er mit Júbilo die Meisterschaft der zweiten Liga und den Aufstieg in die erste Liga. Im Februar 2022 wechselte er auf Leihbasis zum Zweitligisten FC Ryūkyū. Am Ende der Saison 2022 belegte Ryūkyū den vorletzten Tabellenplatz und musste in die dritte Liga absteigen. Nach 18 Ligaspielen kehrte er im Januar 2023 zu Iwata zurück. Im August 2023 lieh ihn der Zweitligist Fujieda MYFC aus. Für den Verein aus Fujieda bestritt er neun Ligaspiele. Nach der Ausleihe wurde er am 1. Februar 2024 fest von Fujieda unter Vertrag genommen.

## Erfolge
Júbilo Iwata
- Japanischer Zweitligameister: 2021  ▲